# Tvoj dječak je tužan
"Tvoj dječak je tužan" ("O teu rapaz está triste") foi a canção jugoslava no Festival Eurovisão da Canção 1971, interpretada em croata por Krunoslav Slabinac. Foi a 16.ª canção a ser interpretada na noite do referido evento, depois da canção portuguesa "Menina do alto da serra", cantada por Tonicha e antes da canção finlandesa "Tie uuteen päivään", interpretada por Markku Aro & Koivistolaiset. No final, a canção jugoslava recebeu um total de 68 pontos, classificando-se em 14.º lugar.

## Autores
- Compositor: Ivan Krajač
- Letrista:   Zvonimir Golob
- Orquestrador: Miljenko Prohaska

## Letra
A canção é uma balada de amor, com Slabinac dizendo à sua antiga namorada que está muito triste por causa da sua recente separação, ele sente-se muito magoado e não para de pensar nela.